# Вы, конечно, шутите, мистер Фейнман!
«Вы, коне́чно, шу́тите, ми́стер Фе́йнман» (англ. Surely You're Joking, Mr. Feynman!) — сборник автобиографических историй из жизни американского физика и нобелевского лауреата, Ричарда Фейнмана. Книга является первой биографической публикацией об учёном. Она была отредактирована и впервые выпущена в 1985 году Ральфом Лейтоном, другом Фейнмана, с которым они вместе играли на ударных инструментах. На фоне научной деятельности в книге рассказывается множество забавных историй из жизни физика: от его хобби по взламыванию сейфов и игры на бонго, до психологических экспериментов и увлечения искусством. Однако в книге присутствуют и более серьёзные главы: о работе в Манхэттенском проекте (когда от туберкулёза умерла его первая жена), критика бразильской системы образования и ряд других эпизодов.
Книга стала бестселлером и была положительно оценена рядом авторитетных американских изданий. После успеха первой книги в 1988 году была выпущена вторая автобиографическая книга о Фейнмане «Какое тебе дело до того, что думают другие?».

## История создания
Все истории в книге накапливались Ральфом Лейтоном в ходе общения с Ричардом Фейнманом на протяжении семи лет. Рассказы Фейнмана он записывал на диктофон. Позже записи были переведены в текстовый вид и отредактированы, а в 1985 году выпущены американским издательством «W. W. Norton». Название книги происходит от фразы, сказанной на первом принстонском чаепитии Ричарду Фейнману. Когда его спросили, с чем ему подать чай, с молоком или с лимоном, он по небрежности ответил: «и с тем, и с другим».

## Содержание
Книга представляет собой сборник удивительных историй из жизни неординарного учёного. Ричард Фейнман — один из создателей квантовой электродинамики, нобелевский лауреат, но прежде всего — незаурядная многогранная личность, не вписывающаяся в привычные рамки образа «человека науки». Он был известен своим пристрастием к шуткам и розыгрышам и имел множество необычных хобби. 
Книга начинается с предисловия Ральфа Лейтона и вступления Альберта Хиббса, старшего технического сотрудника Лаборатории реактивного движения Калтеха. Хиббс был студентом Фейнмана и в 1955 году защитил докторскую диссертацию под его руководством. Далее представлена краткая автобиография Ричарда Фейнмана с наиболее важными событиями из его жизни.
Все рассказы распределены по пяти частям, каждая из которых представляет определённый этап жизни учёного:
1. «От Фар-Рокавей до МТИ»;
2. «Принстонские годы»;
3. «Фейнман, бомба и армия»;
4. «Из Корнелла в Калтех с заездом в Бразилию»;
5. «Мир одного физика».

## Критика
После выпуска в 1985 году книга стала бестселлером в США и получила положительные рецензии от таких авторитетных изданий, как The New York Times, The New Yorker, Los Angeles Times и Science Digest.

## Издания на русском языке
- Фейнман Р. Ф. Вы, конечно, шутите, мистер Фейнман! // Наука и жизнь : журнал  / Пер. с англ. О. Л. Тиходеевой, М. Шифмана. — 1986. — № 10, 11, 12.
- Фейнман Р. Ф. Вы, конечно, шутите, мистер Фейнман! / Пер. с англ. Н. А. Зубченко, О. Л. Тиходеевой, М. Шифмана. — Москва: НИЦ «Регулярная и хаотическая динамика», 2001. — 336 с. — ISBN 5-93972-087-0.
- Фейнман Р. Ф. Вы, конечно, шутите, мистер Фейнман! / Пер. с англ. С. Б. Ильина. — Москва: КоЛибри, 2008. — 480 с. — ISBN 978-5-389-00122-0.
- Фейнман Р. Ф. Вы, конечно, шутите, мистер Фейнман! / Пер. с англ. С. Б. Ильина. — Москва: Астрель, 2011. — 480 с. — ISBN 978-5-17-072881-7 (ISBN 978-5-271-36586-7).
- Фейнман Р. Ф. Вы, конечно, шутите, мистер Фейнман! / Пер. с англ. С. Б. Ильина. — Москва: АСТ, 2014. — 477 с. — ISBN 978-5-17-081214-1.